# Sólo me faltabas tú
Sólo Me Faltabas Tú é o 26º álbum de estúdio da atriz e cantora mexicana Lucero, lançado em 1 de Novembro de 2019, pelas gravadoras Universal Music Latino e Fonovisa Records. É o terceiro álbum da artista com músicas do gênero banda sinaloense, assim como o terceiro a ser produzido por Luciano Luna. Seguindo o conceito do álbum anterior, Más Enamorada con Banda (2018), Sólo Me Faltabas Tú também é constituído por inéditas e covers, incluindo alguns duetos com outros artistas como Luciano Pereyra, Gerardo Ortíz, Luis Fonsi e Carlos Rivera gravados para a edição especial do álbum. 
O álbum sinaliza que Lucero continuará investindo no gênero banda, que de acordo com a artista, "é um gênero popular e da moda que muita gente gosta, além de se adaptar ao novo e sempre estar se renovando". Lucero também ressalta que interpretar o gênero banda é "uma experiência nova, e que já faz parte dos seus shows". Em comparação aos álbuns de estúdio anteriores, este é o mais longo da carreira da artista com 26 músicas ao total. Isto por que estão incluídos outras versões gravadas de boa parte das faixas, como por exemplo, as versões solistas de todas as faixas que Lucero gravou em dueto, assim como as versões sierreña e banda de "Me Deshice de tu Amor", single principal do álbum.

## Antecedentes
Após o sucesso de seus dois álbuns anteriores de banda sinaloense, Enamorada con Banda (2017) e Más Enamorada con Banda (2018), Lucero em parceria com o produtor e compositor Luciano Luna decidem lançar o terceiro álbum do gênero. Após o lançamento de seu quarto álbum ao vivo Enamorada en Vivo (2018), em comemoração aos seus 39 anos de carreira, Lucero iniciou uma turnê com apresentações no México e em outros países da América Latina como Chile, Argentina (que não visitava desde a década de 90), e Brasil. Neste último, Lucero aproveitou sua passagem para também lançar seu quinto álbum ao vivo, Brasileira en Vivo (2019), que tinha sido gravado no país há então dois anos, porém, o processo de seu lançamento gerou polêmicas quando o empresário da artista, Ernésto Fernández, tinha dito em seu Twitter que a Universal Music do Brasil teria responsabilidade pelo lançamento, mas por fim não o fez por falta de interesse e espectativa em torno do disco.
Além da divulgação de seus discos de banda, Lucero também aproveitou para voltar ao mercado publicitário lançando sua coleção de linhas de sapatos pela marca Price Shoes. A artista não tinha investido no mercado publicitário desde 2003, quando foi lançado um perfume com seu nome pela marca Muller Cosmetics.

## Lançamentos
Com o lançamento do primeiro single, "Me Deshice de tu Amor", em 4 de Maio de 2019, a artista anunciou que estaria lançando seu terceiro álbum de banda sinaloense para o segundo semestre do ano. Durante uma coletiva para anunciar o álbum ao vivo Brasileira en Vivo e sua segunda linha de coleção de sapatos, Lucero anunciou que o álbum seria produzido mais uma vez por Luciano Luna e que também seria incluído duetos com outros artistas. Em Julho de 2019, Lucero fez uma pesquisa no Twitter para que os fãs escolhessem qual nome poderia ser dado ao novo álbum: "Sólo Me Faltabas Tú" ou "Siempre Enamorada". O primeiro foi o escolhido. Em Outubro, Sólo Me Faltabas Tú foi colocado para pré-venda. No dia 31 de Outubro, foram lançados pelo canal oficial da artista no You Tube, todos os clipes das faixas que foram gravadas para o DVD. Em 1 de Novembro, Sólo Me Faltabas Tú foi lançado em versão física e download digital.

## Singles
- "Me Deshice de tu Amor": foi lançada como primeiro single em 3 de Maio em download digital e streaming. Posteriormente foram lançados a versões sierreñas e banda. Acabou ficando na décima posição na chart do Top 20 do Monitor Latino.[12]
- "Como Tú": foi lançada como segundo single em 7 de Junho em download digital e streaming. Foi gravado em parceira com o argentino Luciano Pereyra.
- "Me Deshice de tu Amor (Versión Sierreña)": outra versão de "Me Deshice de tu Amor" foi lançado como terceiro single em 8 de Agosto.
- "A Través del Vaso": lançado como quarto single em 18 de Agosto, a canção foi gravada em parceria com a banda Los Sebastianes. Foi gravado originalmente pela banda em 2018 para o álbum de mesmo nome.
- "Siempre te Necesito": o quinto e último single foi gravado em parceria com Gerardo Ortiz e foi lançado em 11 de Outubro.

### Single promocional
- "Sólo Me Faltabas Tú": a faixa-título foi lançada no mesmo dia do lançamento do álbum, em 1 de Novembro.

## Faixas
| Sólo Me Faltabas Tú — Edição standard (CD) |                                |                                                       |         |  |
| N.º                                        | Título                         | Compositor(es)                                        | Duração |  |
| 1.                                         | "Me Deshice de tu Amor"        | José Luis Hernández Chagoya Alfonso De La Cruz García | 3:16    |  |
| 2.                                         | "Mírame"                       | Descemer Bueno Horacio Palencia                       | 2:53    |  |
| 3.                                         | "Díme Tú"                      | Ernesto Martínez                                      | 3:59    |  |
| 4.                                         | "Ojalá Que Te Equivoques"      | Luciano Luna Tony Montoya                             | 2:48    |  |
| 5.                                         | "No Sé Dónde Está el Perdón"   | Luna                                                  | 3:27    |  |
| 6.                                         | "Sólo Me Faltabas Tú"          | Luna                                                  | 3:28    |  |
| 7.                                         | "Por Qué Piensas Que Me Duele" | Luna Juan Sait Espinoza                               | 3:15    |  |
| 8.                                         | "Mi Virgen Santa"              | Luna                                                  | 3:28    |  |
| 9.                                         | "A Pesar de Todo"              | Palencia Carlos Rivera                                | 3:15    |  |
| 10.                                        | "Besos a la Lona"              | Luna                                                  | 3:08    |  |
| Duração total:                             | Duração total:                 | Duração total:                                        | 31:37   |  |

| Sólo Me Faltabas Tú — Edição especial (CD) |                                                   |                                                       |         |  |
| N.º                                        | Título                                            | Compositor(es)                                        | Duração |  |
| 1.                                         | "Me Deshice de tu Amor"                           | José Luis Hernández Chagoya Alfonso De La Cruz García | 3:16    |  |
| 2.                                         | "Cómo Tú (feat. Luciano Pereyra)"                 | Andrés Castro Guianko Gómez Luciano Pereyra           | 3:59    |  |
| 3.                                         | "Díme Tú"                                         | Ernesto Martínez                                      | 3:59    |  |
| 4.                                         | "Mírame (feat. Banda Los Sebastianes)"            | Descemer Bueno Horacio Palencia                       | 2:53    |  |
| 5.                                         | "Ojalá Que Te Equivoques"                         | Luciano Luna Tony Montoya                             | 2:48    |  |
| 6.                                         | "Siempre Te Necesito (feat. Gerardo Ortíz)"       | Aaron Padilla                                         | 3:29    |  |
| 7.                                         | "No Sé Dónde Está el Perdón"                      | Luna                                                  | 3:27    |  |
| 8.                                         | "Sólo Me Faltabas Tú (feat. Banda Los Recoditos)" | Luna                                                  | 3:28    |  |
| 9.                                         | "Por Qué Piensas Que Me Duele"                    | Luna Juan Sait Espinoza                               | 3:15    |  |
| 10.                                        | "Quién Como Tú (feat. Luis Fonsi)"                | María Guadalupe Araújo                                | 3:08    |  |
| 11.                                        | "Mi Virgen Santa"                                 | Luna                                                  | 3:08    |  |
| 12.                                        | "A Pesar de Todo (feat. Carlos Rivera)"           | Palencia Carlos Rivera                                | 3:11    |  |
| 13.                                        | "Me Deshice de tu Amor (Versión Sierreña)"        | Chagoya García                                        | 3:14    |  |
| 14.                                        | "Besos a la Lona (feat. Melendi)"                 | Ramón Melendi Espina                                  | 3:05    |  |
| 15.                                        | "A Través del Vaso (feat. Banda Los Sebastianes)" | Palencia Geovani Cabrera                              | 3:01    |  |
| 16.                                        | "Mírame (Versión Solista)"                        | Palencia Bueno                                        | 2:52    |  |
| 17.                                        | "Sólo Me Faltabas Tú (Versión Solista)"           | Luna                                                  | 3:28    |  |
| 18.                                        | "A Pesar de Todo (Versión Solista)"               | Palencia Rivera                                       | 3:11    |  |
| 19.                                        | "Besos a la Lona (Versión Solista)"               | Espina                                                | 3:05    |  |
| Duração total:                             | Duração total:                                    | Duração total:                                        | 59:17   |  |

| Sólo Me Faltabas Tú — Edição especial (DVD) |                                                   |         |  |
| N.º                                         | Título                                            | Duração |  |
| 1.                                          | "Me Deshice de tu Amor"                           | 3:16    |  |
| 2.                                          | "Mírame"                                          | 2:53    |  |
| 3.                                          | "Sólo Me Faltabas Tú (feat. Banda Los Recoditos)" | 3:28    |  |
| 4.                                          | "Díme Tú"                                         | 3:59    |  |
| 5.                                          | "No Sé Dónde Está el Perdón"                      | 3:25    |  |
| 6.                                          | "Por Qué Piensas Que Me Duele"                    | 3:15    |  |
| 7.                                          | "Besos a la Lona"                                 | 3:05    |  |
| 8.                                          | "Ojalá Que Te Equivoques"                         | 2:48    |  |
| 9.                                          | "A Pesar de Todo"                                 | 3:11    |  |
| 10.                                         | "Mi Virgen Santa"                                 | 3:08    |  |
| Duração total:                              | Duração total:                                    | 30:18   |  |

| Sólo Me Faltabas Tú — Bonus tracks (DVD) |                                                   |         |  |
| N.º                                      | Título                                            | Duração |  |
| 11.                                      | "Mírame (feat. Banda Los Sebastianes)"            | 2:53    |  |
| 12.                                      | "Como Tú (feat. Luciano Pereyra)"                 | 3:59    |  |
| 13.                                      | "Me Deshice de tu Amor (Versión Sierreña)"        | 3:14    |  |
| 14.                                      | "A Través del Vaso (feat. Banda Los Sebastianes)" | 3:01    |  |
| Duração total:                           | Duração total:                                    | 42:45   |  |

## Charts
| Chart (2019)                             | Posição |
| ---------------------------------------- | ------- |
| México (AMPROFON Top 10 - Español)       | 2       |
| México (AMPROFON Top 10 - Internacional) | 2       |

## Histórico de lançamentos
| País    | Formato                           | Data                  | Gravadora(s)                            |
| ------- | --------------------------------- | --------------------- | --------------------------------------- |
| Mundial | CD/DVD download digital streaming | 1 de Novembro de 2019 | Universal Music Latino Fonovisa Records |
| México  | CD/DVD download digital streaming | 1 de Novembro de 2019 | Universal Music Latino Fonovisa Records |